# Tingalidet
Tingalidet var den danske kungen Knut den stores livvakter. Krigare från hela Norden ingick i gardet. 

## Svenskar i Tingalidet
På Kålstastenen i Uppland kan vi läsa om Gere som "västerut satt i tingalidet". På Landerydsstenen (Ög 111), som sitter inmurad i södra tornmuren av Landeryds kyrka i Östergötland, kan vi läsa om bröderna Tjälve och Väring: ”Väring reste stenen efter Tjälve sin broder, den dräng som var med Knut.” Tjälve blev dödad under striderna med anglosaxarna och vid hemkomsten lät hans broder Väring resa stenen. På Sö 160 omnämns Skärder som skall ha stupat i England och varit medlem av tingalidet.

## Fotnoter
1. ↑  Dick Harrison, Sveriges Historia 600-1350 (2009), s. 115.
2. ↑  http://www.kulturarvostergotland.se/default.asp?frmMain=/tplShowArticle.asp&ClientID=0&CategoryID=5184&ArticleID=200102&hist=2